# Copiatestes filiferus
Copiatestes filiferus är en plattmaskart som först beskrevs av Leukart in Sars 1885.  Copiatestes filiferus ingår i släktet Copiatestes och familjen Syncoeliidae. Inga underarter finns listade i Catalogue of Life.